# 光明西道街道
光明西道街道，是中华人民共和国河北省廊坊市安次区下辖的一个乡镇级行政单位。

## 行政区划
光明西道街道下辖以下地区：
西大街社区、西小街社区、南大街社区、常青家园社区、文苑小区社区、蔡豆庄社区、永兴小区社区、院校区社区和益寿里社区。